# Bep Voskuijl
Elisabeth Voskuijl, detta Bep (Amsterdam, 5 luglio 1919 – Amsterdam, 6 maggio 1983), è stata una dei  benefattori olandesi che protessero Anna Frank, la sua famiglia e altre quattro persone, dalle persecuzioni naziste durante la Seconda guerra mondiale. Nella prima versione del Diario è presente sotto il nome di Elli Vossen.

## Biografia
Elisabeth era la maggiore degli otto figli di Johannes Hendrik Voskuijl, carpentiere, anch'esso protettore dei Frank, deceduto alla fine del 1945 per un cancro allo stomaco. 
Date le precarie condizioni economiche della famiglia, Elisabeth, soprannominata "Bep", da adolescente lavorò come sarta, commessa e domestica per pagarsi le scuole serali. Conseguita la qualifica di stenografa, nel 1937 venne assunta alla Opekta di Otto Frank e nel 1942 divenne responsabile di amministrazione della compagnia. Nello stesso anno, la famiglia Frank assieme a dei conoscenti iniziò la clandestinità presso la sede della Opekta, al 263 di Prinsengracht, e Bep collaborò al sostentamento dei rifugiati assieme ad altri direttori della ditta e amici di Otto Frank: Johannes Kleiman, Victor Kugler e Miep Gies. Quest'ultima, nel libro autobiografico Si chiamava Anna Frank, descrive Bep come una ragazza dolce e timida. Per i rifugiati, Bep si occupò anche di fornire corsi per corrispondenza di latino e stenografia; passava molto tempo con Anna parlando di film, libri e vestiti, confidandole i propri problemi sentimentali e riuscendo a trovare al mercato nero album e quaderni per la giovane.
Al momento dell'irruzione della Gestapo negli uffici, il 4 agosto 1944, Bep fu colta da un  attacco di panico e, su consiglio di Kleiman, fuggì di nascosto portando con sé alcuni documenti che costituivano una prova dei loro contatti con il mercato nero, ma poi tornò in Prinsengracht nel pomeriggio per aiutare Miep Gies nel raccogliere gli effetti personali degli ebrei catturati, tra i quali il diario e i manoscritti di Anna.
Dopo il matrimonio con Cornelius Van Wijk, figlio della sua padrona di casa, celebrato il 15 maggio 1946, lasciò la Opekta e diede alla luce quattro bambini: Ton, Cor, Joop e una figlia, Anne-Marie, nata nel 1960, il cui nome è stato dato alla memoria di Anna.

## Dopo la guerra
Ricevette dei riconoscimenti, al termine della seconda guerra mondiale, per le azioni compiute durante la stessa, ma evitò sempre pubblicità sulla propria persona così come le interviste, se non alcune per parlare del proprio rapporto con Anna Frank. Rimase in contatto con Otto Frank sino alla morte di questi, nel 1980. Arrivò anche a testimoniare in una disputa che negava l'autenticità del diario e della storia di Anna. Bep Voskuijl è  deceduta all'età di 64 anni, il 6 maggio 1983, a causa di un aneurisma dell’aorta.
Nell'aprile 2015, uno dei figli di Bep, Joop van Wijk, ha dato alle stampe un libro, nel quale afferma che fu la sorella di Bep, Nelly Voksuijl (deceduta nel 2001), simpatizzante nazista e per breve periodo dipendente della ditta Opekta, a telefonare alla Gestapo la mattina del 4 agosto 1944, segnalando la presenza di otto ebrei nascosti nell'edificio al 263 di Prinsengracht. 
Nel libro vengono raccolte le testimonianze di una terza sorella (Diny Voskuijl) e di un amico di infanzia (Bertus Hulsman) di Bep, che confermano le simpatie filonaziste di Nelly Voskuijl e le loro frequenti liti, dovute ai sospetti di quest'ultima sulla protezione che la sorella Bep offriva ai rifugiati ebrei. È da notare che, la sera del 4 agosto 1944, avuta notizia da Bep dell’arresto degli otto rifugiati in Prinsengracht, il padre Johannes, ormai giunto alla fase terminale della malattia, si scagliò con violenza contro la figlia Nelly, fatto mai accaduto prima, tanto che costei per un periodo si allontanò da casa.
Ad avvalorare tale circostanza, vi è il fatto che la copiosa corrispondenza intercorsa dopo la guerra tra Bep ed Otto Frank è interamente scomparsa dopo la morte della donna, probabilmente per celare un imbarazzante segreto familiare e l’apparente depressione di cui Bep iniziò a soffrire nel dopoguerra, culminata in almeno un tentativo di suicidio.